# Truus de Groot
Truus de Groot (Eindhoven, 1959), bekend onder haar artiestennaam Truus, is een Nederlandse experimenteel muzikante. De Groot werd bekend als punkzangeres en pionier van elektronische muziek, ze is actief als fotografe en ze maakt films. Tevens staat zij bekend als bespeler van de kraakdoos.
De Groot is woonachtig in de Verenigde Staten.

## Biografie
Truus de Groot begon haar carrière bij de Foolsband, die de voorloper is van wat later Doe Maar zou worden. Daarna voegde ze zich eind jaren 70 bij de experimentele band Nasmak, maar ze verliet deze band in 1980 en vertrok een jaar later naar New York.
In 1978 was ze haar eigen band Plus Instruments begonnen, waarvan zij overigens het enige bandlid was. Wel waren er tijdelijke leden, zoals Lee Ranaldo en David Linton. 
Samen met Jim Duckworth van de Gun Club en Jim Sclavunos richtte ze de punkabillyband Trigger & The Thrill Kings op. Daarna werkte ze ook nog samen met Rhys Chatham. Eind jaren negentig bracht ze een aantal solo-platen uit.
De Groot bleef tot 1991 in New York wonen.
In 2018 begon zij samen met Toon Bressers, Joop van Brakel en Henk Janssen de band NASMAK PM. In 2023 brachten ze hun eerste album uit: The PM Series: 1 Perpetuum Mobile: It’s Long Since You Last Did Me.
Truus de Groot is de partner van kunstenaar Bosko.

## Selectieve discografie
- Bandt + Instruments (1979)
- Nasmak Plus Instruments / Instruments Plus Nasmak 1980
- Februari - April '91 - Plus Instruments
- Document + - Compilation 1982
- Plus Instruments - EP 1982
- We can work it out - Compilation 1983
- Trigger & The Thrill Kings - 1984
- Muzotica
- Rancho Exotica
- Ritualis
- Salton Sink – Volume 1 – Salton Sea
- Dance with me – Plus Instruments
- Trancesonics – Plus Instruments
- Surrealist Ball